# Muzeul Bibliei

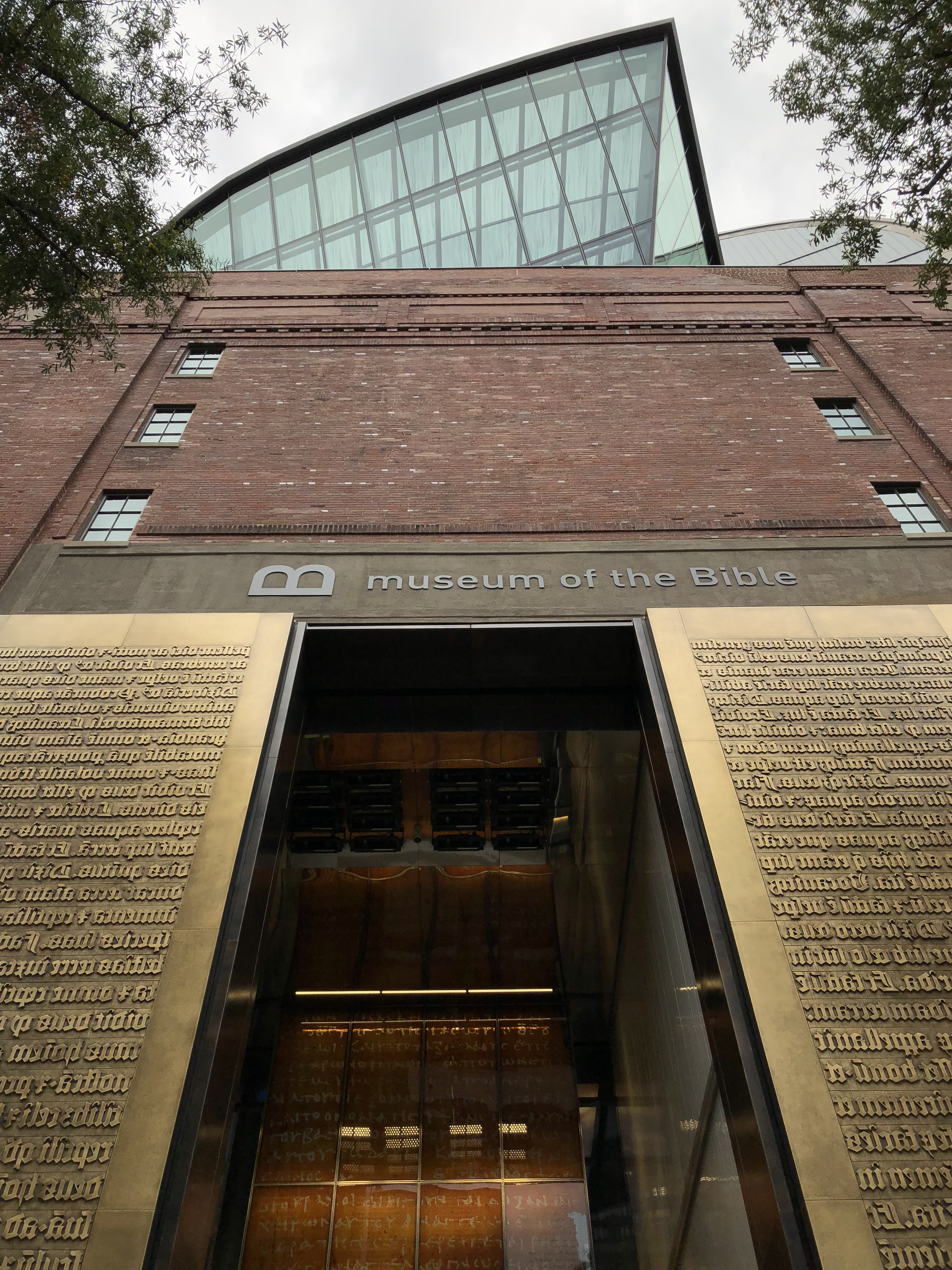
Museumofthebible-2017-11-04-exterior-front-up

Muzeul Bibliei este un muzeu din Washington D.C., prezentând narațiunea, istoria și impactul Bibliei. Muzeul a fost deschis pe 17 noiembrie 2017, strângând laolaltă unele dintre cele mai mari colecții de artefacte și texte biblice din lume, prin colaborări între donatori privați, instituții și alte muzee.
Muzeul Bibliei este o întreprindere non-profit, apolitică. Președintele muzeului este Cary Summers.

## Prezentare
Situată în Washington D.C., clădirea Muzeului Bibliei având o desfășurare totală în planurile de expunere (afișare) de aproape 4 hectare, se află la doar două străzi de National Mall și la 3 străzi de Capitol. 
Muzeul Bibliei le oferă oaspeților o experiență personalizată, în timp ce explorează istoria, narațiunea și impactul Bibliei. Organizatorii au pus la dispoziția vizitatorilor paginii de internet oficiale a Muzeului Bibliei, posibilitatea de explora toate planurile și etajele muzeului: https://www.museumofthebible.org/explore .
Conform paginii oficiale web a Muzeului Bibliei, acesta este o experiență de neegalat, folosind tehnologia de vârf pentru a aduce Biblia la viață. Muzeul Bibliei explorează timpul, spațiul și culturile, invitându-i pe toți să fie interesați de Biblie. Cu trei secțiuni permanente și un spațiu destinat expozițiilor temporare, Muzeul Bibliei promite ca va include întotdeauna ceva nou de explorat.
Muzeul Bibliei îi invită pe toți oamenii să se intereseze de Biblie, prin colecții, exponate, studii și cercetări, media și publicații.
Sediul Muzeului Bibliei se afla în Oklahoma City, Oklahoma, SUA, dar o nouă locație a fost deschisă, începând din 17 noiembrie 2017, și în Washington D.C.
Astăzi, tehnologia inspirată de Disney și Pixar promite să aducă la viață Muzeul Bibliei, oferind vizitatorilor o privire înapoi în vremea lui Iisus, cu ajutorul unei pânze digitale de aproape 50 de metri. Expozițiile Muzeului Bibliei includ tablete care datează din vremea lui Avraam, fragmente din sulurile de pergament de la Marea Moartă și tipărituri rare de Biblii. 

## Referinte
1. 1 2  Muzeul Bibliei, lansare de rasunet in Washington DC. Video, foto, tur virtual 3D si... tot ce trebuie sa stii Arhivat în 17 noiembrie 2017, la Wayback Machine. - LONews, 17 noiembrie 2017